# Abderrahim Berrada
Pour les articles homonymes, voir Berrada.
Abderrahim Berrada, né en 1938 et mort le 20 février 2022 à Casablanca, est un avocat marocain et militant des droits de l'homme.

## Biographie
Avocat depuis 1962, spécialisé dans les procès politiques, il défend les militants de l’UNFP (ancêtre de l’USFP) et d’autres militants politiques durant les années 1970. Il est aussi l'avocat d'Abraham Serfaty et du cousin du roi du Maroc Moulay Hicham,. Abderrahim Berrada exerce d'abord au barreau de Paris avant de s'établir à Casablanca en 1966, où il participe activement à la vie judiciaire. Durant le règne du roi Hassan II, Abderrahim Bouabid propose le poste de ministre de la Justice à Berrada, mais celui-ci refuse. Par ailleurs, il est un ami proche d'Omar Benjelloun et Mehdi Ben Barka à qui il dédie un de ses ouvrages. Il est titulaire de trois DES : en droit public, en science politique et en criminologie.

## Publications
- En 2019, Abderrahim Berrada publie Plaidoirie pour un Maroc laïque[7],[8] chez Tarik éditions.